# 马达加斯加历史
马达加斯加民族是由南岛语系、北印度、阿拉伯和非洲班图共同混合.多年的通婚形成了马达加斯加民族,他们主要说马达加斯加语,一个受到班图语系影响下的南岛语系的语言。

## 早期居民和移民(约公元前500-1500年)
有关马达加斯加民族的信息仍然不是非常完整。但最近研究表明，最早的人们几乎都是南岛语系，从印度尼西亚群岛而来。他们抵达马达加斯加西海岸的时间可能比现今人类学家和某些遗传学假设还要早300多年。

### 瓦赞巴和维佐
尽管第一批移民在北部登陆，但最初的人口大量集中出现在西南海岸。早期的移民实现砍伐焚烧来清楚岛上最初的雨林，以用来进行种植。
至约600年，这些早期探索者已经进入内陆，并开始清除中部高原的森林。在另外一边，西南海岸的渔民仍然活动于此。
新移民到来之后，由于人口密度增加，作物产量也随之提高，1600年贝特西利奥地区出现了灌溉稻田，一个世纪后，梯田稻田遍布整个中部高地。约公元1000年，来自非洲大湖地区的班图语移民引入了瘤牛，并饲养了大量牛群。到17世纪，由于中部高地土地耕作强度的增加和对瘤牛牧场的需求不断增加，已使该地区从森林生态系统基本变成了贫瘠的草原。

## 贸易、探索、移民和部落诞生（约700-1500年）
从约700年至1500年，内陆的瓦赞巴和沿岸的维佐部落迎来了新的来访者和移民。
有记载的马达加斯加島历史始于7世纪，住民的祖先是來自东南亚，他們先從东南亚前往印度，再由印度前往東非。 那时阿拉伯人在其西北方海岸建立了贸易点。
根据一些马达加斯加人的说法，最初的班图人和阿拉伯人为躲避内战来前来这里避难。

## 封建时代（1500-1895年）
与欧洲人的接触則始於16世纪，葡萄牙船长第奥古·迪亚士（Diego Dias）在他的船脱离了前往印度的船队之后看到了这座岛。17世纪末，法国人在东海岸建立了贸易站。
16世纪末，梅里納人（Merina）在马达加斯加中部建立了伊默里納王国，他們是印尼馬來人的後裔。到1790年代早期，梅里納的统治者在包括海岸在内的岛屿的大部分地区建立了政权。至19世纪初，统一全岛，建立了马达加斯加王国。1817年，伊麦利那统治者与毛里求斯的英国统治者达成协议废除奴隶交易，这成为马达加斯加经济上的一件大事。作为回报，岛国接纳了英国军队和经济援助。英国人的影响在几个地区非常大，梅里納皇室也因此改变信仰，开始信奉長老教會、会众制（Congregationalism）和英國國教會。

## 法国殖民时期
1885年，英国人被迫接受法国人对马达加斯加的殖民统治。作为回报，英国人最终控制了桑给巴尔。1895年至1896年，法国人用武力建立了对马达加斯加的完全控制并废除了梅里納君主制。
第二次世界大战期间，马达加斯加人组成的军队在法国、摩洛哥和叙利亚参加了战斗。在法国陷入德军占领后，维希政府接管马达加斯加。1942年，英国军队占领了这座具有战略意义的岛屿。1943年，自由法国再一次从英国手中接管了马达加斯加。

## 马达加斯加起义
1947年，随着法国人影响力的与日俱减，民族主义迅速抬頭，卻在经过数月坚苦卓绝的斗争后被镇压下。随后，法国人于1956年建立了一个革新制度，马达加斯加開始逐步走向和平独立。

## 马达加斯加共和国独立
1958年10月14日，马拉加西共和国成立，是法兰西共同体（Communauté française）内的自治共和国。1959年，临时政府完成使命，宪法诞生。1960年6月26日，马拉加西完全独立。
1975年6月15日，海军中将迪迪安·拉齐拉卡（他曾担任外交部长）发动政变上台。1975年12月21日，马达加斯加改国名为马达加斯加民主共和国。
对于拉齐拉卡来说无论是内部和外部，反对派迫使他考虑自己的位置。最终马达加斯加于1992年通过了一部新的民主宪法。1992年8月19日，改国名为马达加斯加共和国。1993年举行了第一次多党选举，阿尔贝·扎菲战胜拉齐拉卡。
2006年12月3日，马达加斯加举行总统选举。马克·拉瓦卢马纳纳获胜，2009年3月，因軍方發動政變而下臺。